# West Branch Trout Creek
West Branch Trout Creek – rzeka w stanie Nowy Jork, w hrabstwie Delaware; dopływ Trout Creek. Zarówno długość cieku, jak i powierzchnia zlewni nie zostały oszacowane przez USGS.